# 臺北市萬華區西門國民小學
臺北市萬華區西門國民小學，簡稱西門國小，是臺灣臺北市萬華區的市立國民小學，目前有主要校舍五棟（忠孝樓、仁愛樓、自強樓、信義樓、和平樓）。創建於日治時期大正4年（1915年），是當時供日籍人士就讀的尋常小學校之一。

## 校史

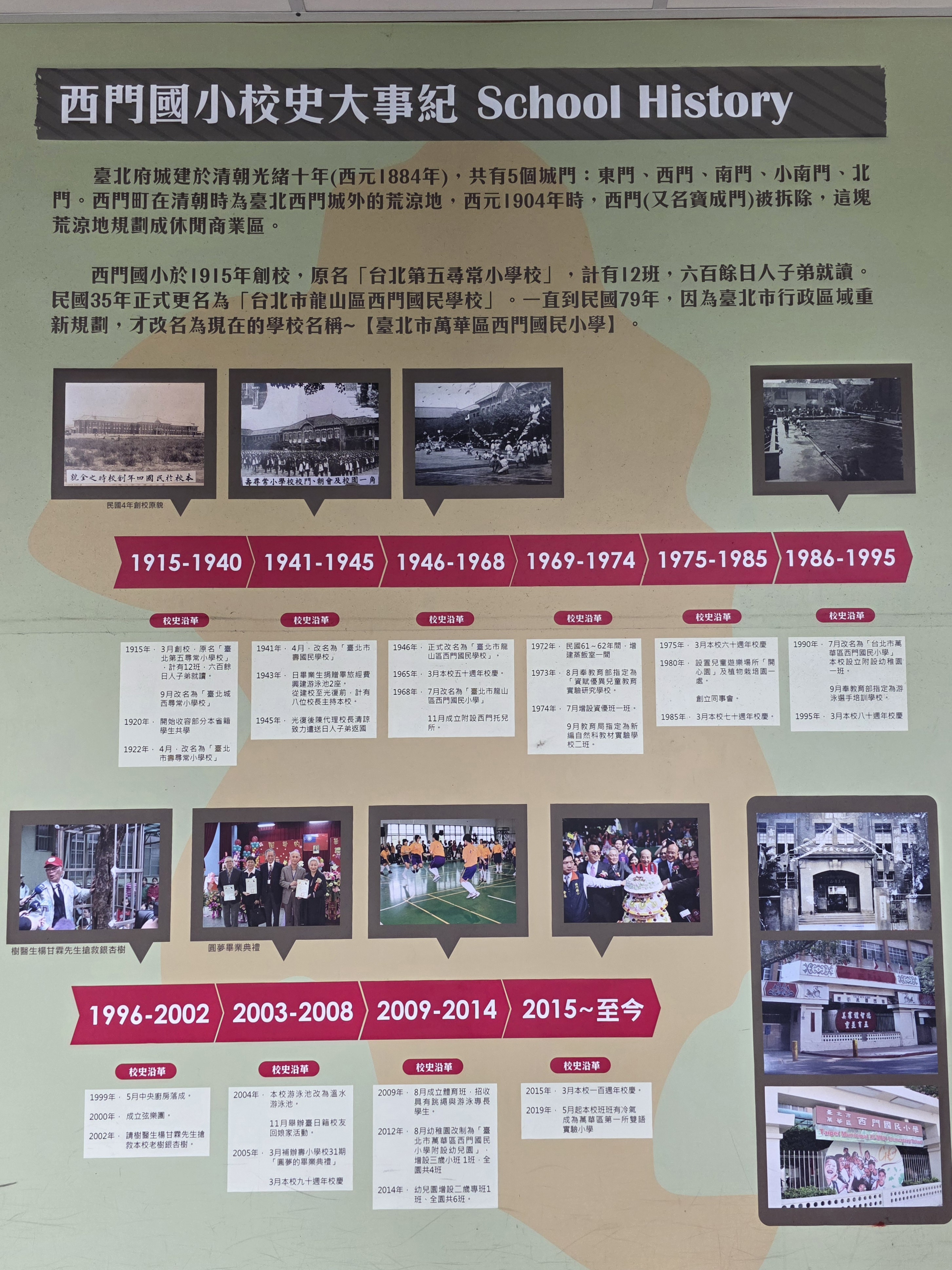
校史大事紀

### 日治時期
大正4年（1915年）3月創校，原名「臺北第五尋常小學校」，初創時設有12個班級供600餘名日人子弟就讀，同年9月1日變更為「臺北城西尋常小學校」。大正9年（1920年）開始收容部分臺籍學生共學。大正11年（1922年）4月1日，配合第二次臺灣教育令的頒布改稱「臺北市壽尋常小學校」，有23個學級編制。昭和16年（1941年），改稱為「臺北市壽國民學校」。昭和18年（1943年），日籍畢業生捐贈畢旅經費興建兩座泳池，同時該校班級數增至33班。

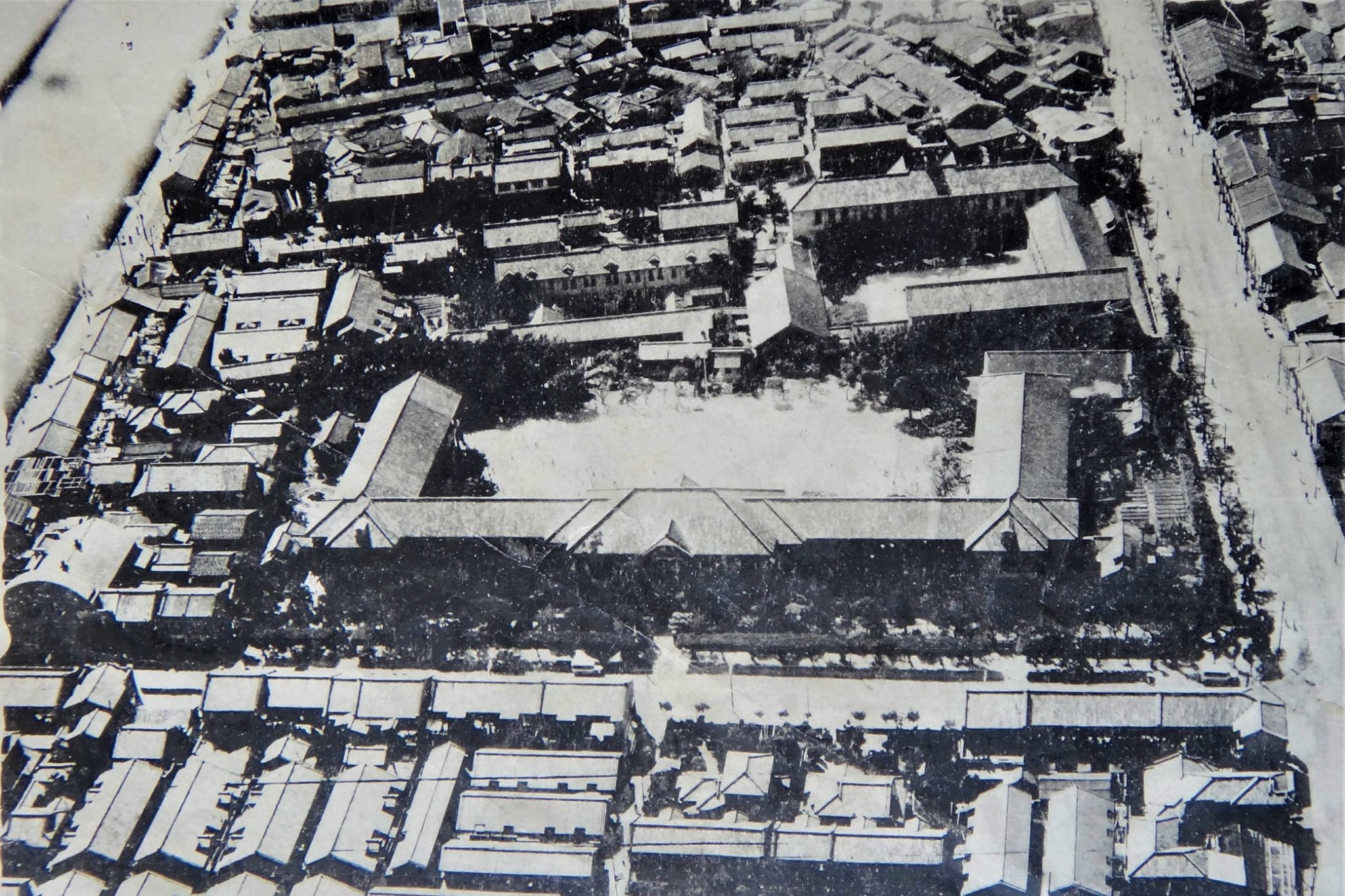
1932年的校園空拍圖
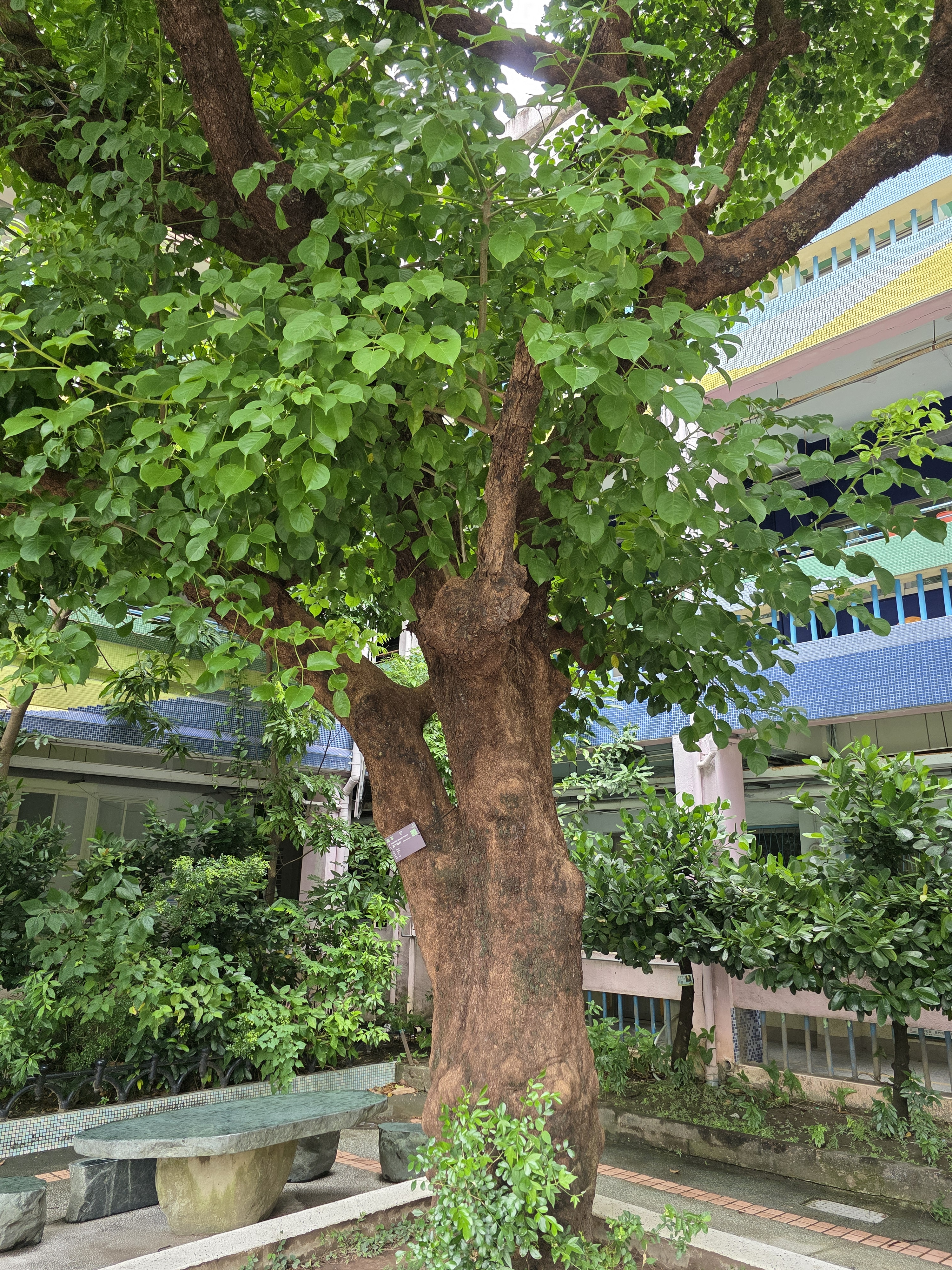
校園茄苳樹
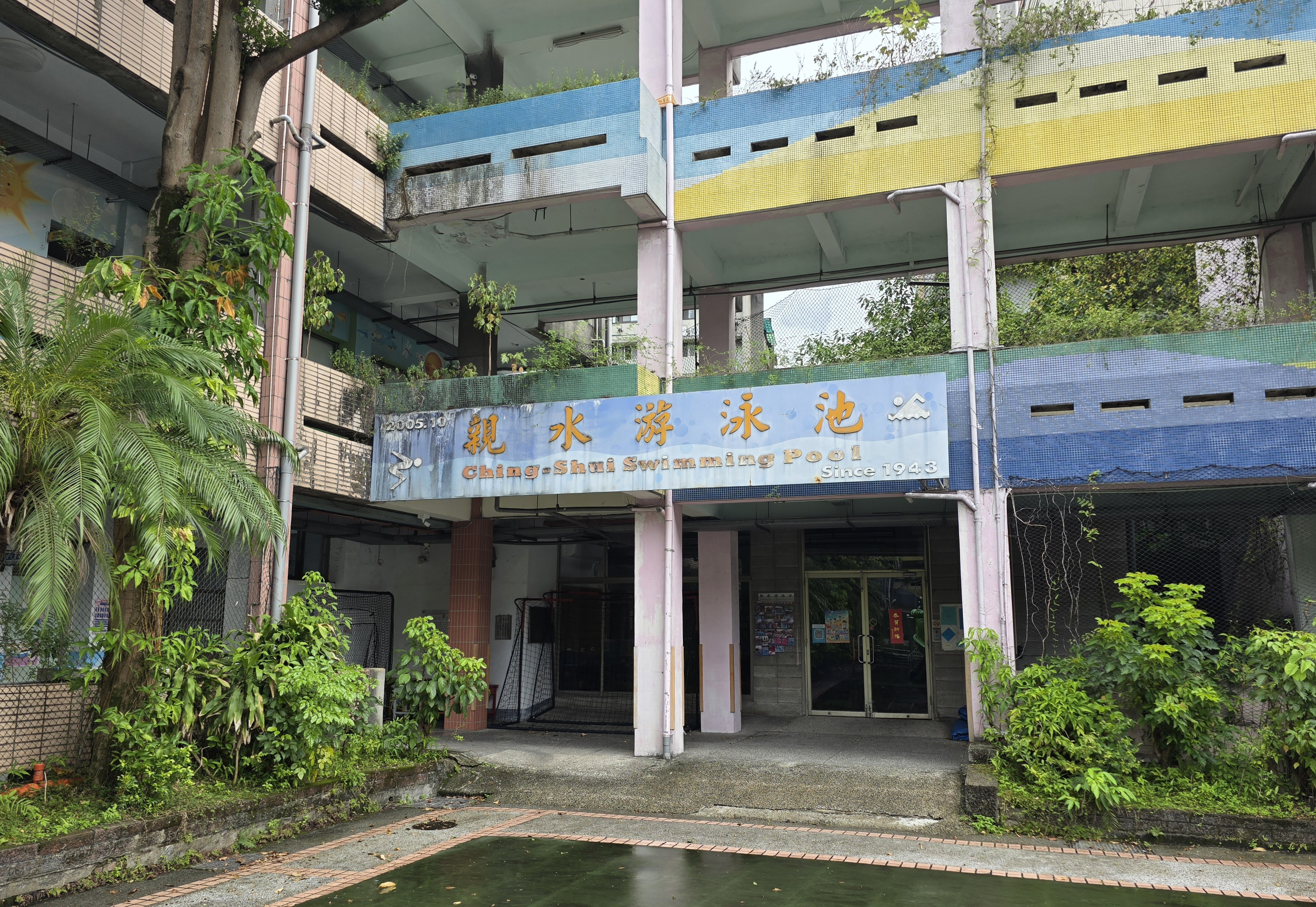
現今的親水游泳池入口

### 戰後
1945年11月15日，代理校長陳清諒接收該校，致力遣送日人子弟返國。1946年2月，壽尋常小學校更名為「臺北市龍山區西門國民學校」，以周有進為首任校長。1968年7月，因應九年國民義務教育實施，西門國校更名為「臺北市龍山區西門國民小學」，同年8月奉教育部指定為自然課程實驗及健康教育示範與指導，同年11月成立附設西門托兒所。1973年8月，西門國小奉教育部指定為資賦優異兒童教育實驗研究學校。1990年3月12日，因應臺北市行政區域重新規劃，改名為「臺北市萬華區西門國民小學」，同年8月成立附設幼稚園。2015年3月28日，慶祝建校百年紀念，日籍校友召集了45位前、後期同學來臺參與盛會。2025年3月29日，舉辦建校110週年校慶，市長蔣萬安親自出席慶祝活動。

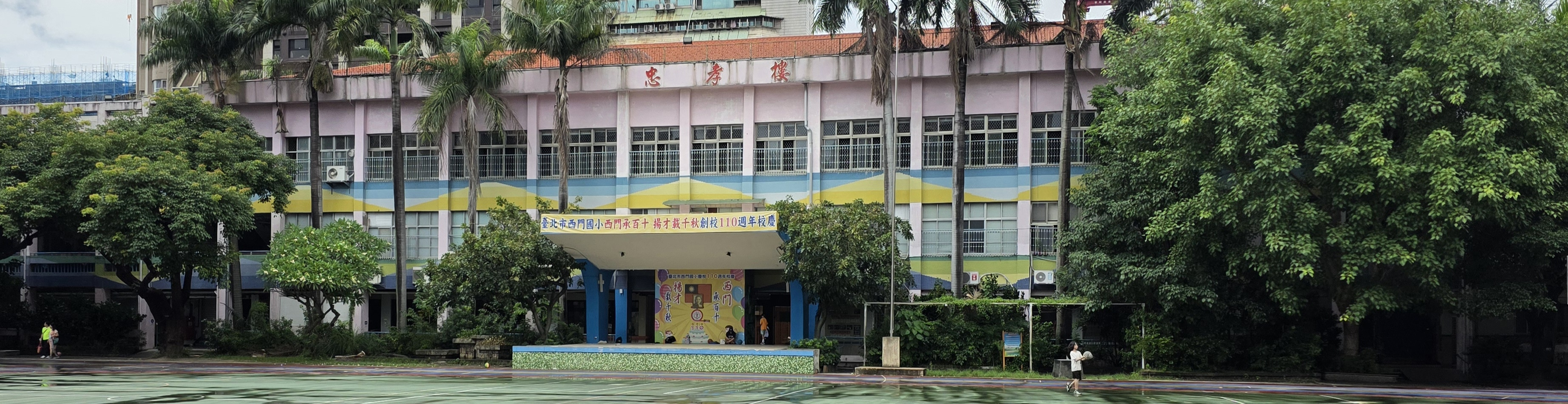
忠孝樓與司令臺
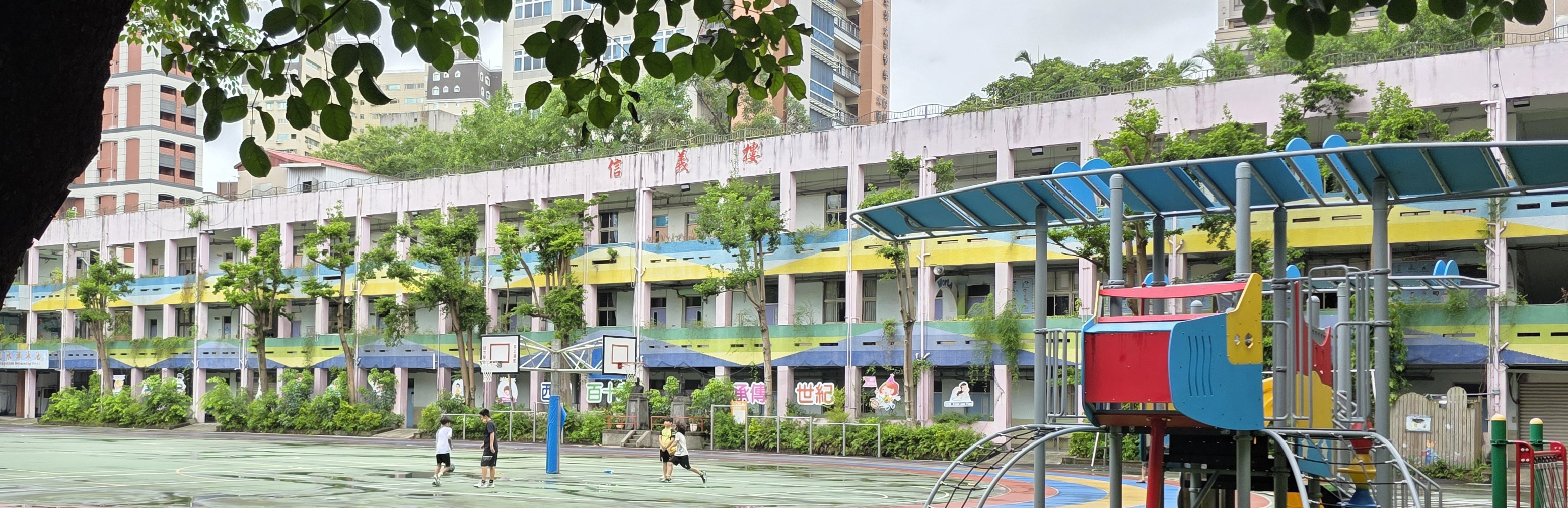
操場與信義樓

## 歷任校長
| 任屆   | 姓名     | 就任日期      | 離任日期       |
| ------ | -------- | ------------- | -------------- |
| 第一任 | 岩瀨六藏 | 1915年3月31日 | 1916年7月31日  |
| 第二任 | 森川龜吉 | 1916年8月1日  | 1920年2月      |
| 第三任 | 中村冶太 | 1920年3月     | 1926年2月4日   |
| 第四任 | 伊賀太郎 | 1926年2月5日  | 1927年3月31日  |
| 第五任 | 東八郎   | 1927年4月1日  | 1931年3月31日  |
| 第六任 | 後藤武夫 | 1931年4月1日  | 1933年6月6日   |
| 第七任 | 細貝廣作 | 1933年6月7日  | 1937年4月10日  |
| 第八任 | 桑野徹   | 1937年4月11日 | 1945年11月15日 |

| 任屆     | 姓名   | 就任日期       | 離任日期  |
| -------- | ------ | -------------- | --------- |
| 代理校長 | 陳清諒 | 1945年11月15日 | 1946年2月 |
| 第一任   | 周有進 | 1946年2月      | 1948年8月 |
| 第二任   | 陳炳鎔 | 1948年8月      | 1966年7月 |
| 第三任   | 游祥雲 | 1966年8月      | 1972年7月 |
| 第四任   | 張文華 | 1972年8月      | 1979年7月 |
| 第五任   | 鄭美俐 | 1979年8月      | 1983年7月 |
| 第六任   | 李穎萍 | 1983年8月      | 1990年7月 |
| 第七任   | 何鴻淇 | 1990年8月      | 1993年7月 |
| 第八任   | 杜榮賢 | 1993年8月      | 1998年7月 |
| 第九任   | 黃文瑞 | 1998年8月      | 2002年7月 |
| 第十任   | 方慧琴 | 2002年8月      | 2008年7月 |
| 第十一任 | 蕭玉香 | 2008年8月      | 2009年9月 |
| 代理校長 | 丁一航 | 2009年10月     | 2010年7月 |
| 第十二任 | 丁一航 | 2010年8月      | 2014年7月 |
| 第十三任 | 蕭建嘉 | 2014年8月      | 2021年7月 |
| 第十四任 | 陳治遠 | 2021年8月      | 現任      |

## 外部連結
- 臺北市萬華區西門國民小學全球資訊網
- 台北市西門國小的Facebook專頁